# Campionato del mondo di scacchi 2004 (Kramnik-Lékó)
Il campionato del mondo di scacchi classico 2004 fu conteso tra Vladimir Kramnik e Péter Lékó a Brissago, in Svizzera, tra il 25 settembre e il 18 ottobre. Il match finì in parità (7-7), permettendo a Kramnik di conservare il suo titolo.

## Contesto
In seguito alla divisione del titolo mondiale (operata nel 1993 da Garri Kasparov e Nigel Short in polemica con la FIDE), Kasparov organizzò due campionati del mondo paralleli a quelli della FIDE (nel 1995 e nel 2000), perdendo quest'ultimo contro Kramnik.
Un tentativo di ricomporre la frattura, sponsorizzato dal Grande maestro Yasser Seirawan, prevedeva che il campione del mondo della FIDE avrebbe giocato un match contro Kasparov, il cui vincitore avrebbe poi affrontato il vincente di un altro match, organizzato da Kramnik: questo fu il campionato mondiale classico 2004. L'altro match (quello di Kasparov) non fu tuttavia mai giocato a causa dell'assenza di sponsor; per la riunificazione si dovette aspettare quindi il 2006, con il match tra Kramnik e Veselin Topalov.

## Scelta dello sfidante
Per scegliere lo sfidante venne usata l'edizione del 2002 del torneo di Dortmund, un torneo annuale ad inviti tra otto dei più forti scacchisti. Non tutti i più forti giocatori accettarono tuttavia l'invito: Kasparov rinunciò perché pensava di aver diritto ad una rivincita per il match del 2000, grazie ai risultati nei tornei del 2001; Anand, invece, al secondo posto nella graduatoria Elo dell'epoca, rifiutò a causa dell'impegno contrattuale con la FIDE (ai cui campionati del mondo partecipava).
La formula del torneo prevedeva che gli otto giocatori fossero divisi in due gironi da quattro giocatori, ognuno dei quali avrebbe giocato due partite contro gli altri componenti del girone; si sarebbero svolte poi delle semifinali e una finale. L'evento si svolse tra il 6 e il 21 luglio.
| Pos. | Giocatore                    | 1   | 2   | 3   | 4   | Totale |
| ---- | ---------------------------- | --- | --- | --- | --- | ------ |
| 1    | Veselin Topalov ( Bulgaria)  | --  | ½ ½ | 1 ½ | 1 ½ | 4      |
| 1    | Aleksej Širov ( Spagna)      | ½ ½ | --  | ½ 1 | ½ 1 | 4      |
| 3    | Boris Gelfand ( Israele)     | 0 ½ | ½ 0 | --  | 1 ½ | 2,5    |
| 4    | Christopher Lutz ( Germania) | 0 ½ | ½ 0 | 0 ½ | --  | 1,5    |

| Pos. | Giocatore                     | 1   | 2   | 3   | 4   | Totale |
| ---- | ----------------------------- | --- | --- | --- | --- | ------ |
| 1    | Evgenij Bareev ( Russia)      | --  | 1 0 | ½ ½ | 1 1 | 4      |
| 2    | Péter Lékó ( Ungheria)        | 0 1 | --  | ½ 1 | ½ ½ | 3,5    |
| 3    | Michael Adams ( Inghilterra)  | ½ ½ | ½ 0 | --  | ½ ½ | 2,5    |
| 4    | Aleksandr Morozevič ( Russia) | 0 0 | ½ ½ | ½ ½ | --  | 2      |

|  | Semifinali      | Semifinali      | Semifinali      |                 |            | Finale     | Finale | Finale |  |
|  |                 |                 |                 |                 |            |            |        |        |  |
|  | Péter Lékó      | Péter Lékó      | 2,5             |                 |            |            |        |        |  |
|  | Péter Lékó      | Péter Lékó      | 2,5             |                 |            |            |        |        |  |
|  | Aleksej Širov   | Aleksej Širov   | 0,5             |                 |            |            |        |        |  |
|  | Aleksej Širov   | Aleksej Širov   | 0,5             |                 | Péter Lékó | Péter Lékó | 2,5    |        |  |
|  |                 |                 |                 |                 | Péter Lékó | Péter Lékó | 2,5    |        |  |
|  |                 |                 | Veselin Topalov | Veselin Topalov | 1,5        |            |        |        |  |
|  | Veselin Topalov | Veselin Topalov | Veselin Topalov | Veselin Topalov | 1,5        | 3,5        |        |        |  |
|  | Veselin Topalov | Veselin Topalov |                 |                 |            |            |        |        |  |
|  | Evgenij Bareev  | Evgenij Bareev  | 2,5             |                 |            |            |        |        |  |

## Campionato mondiale
Il campionato mondiale fu giocato al meglio delle 14 partite. Kramnik, in svantaggio 6-7 prima dell'ultima partita, riuscì a vincerla con una novità alla sesta mossa (una Caro-Kann), pareggiando così il match e conservando il titolo.
|                            | 1 | 2 | 3 | 4 | 5 | 6 | 7 | 8 | 9 | 10 | 11 | 12 | 13 | 14 | Totale |
| -------------------------- | - | - | - | - | - | - | - | - | - | -- | -- | -- | -- | -- | ------ |
| Vladimir Kramnik ( Russia) | 1 | ½ | ½ | ½ | 0 | ½ | ½ | 0 | ½ | ½  | ½  | ½  | ½  | 1  | 7      |
| Péter Lékó ( Ungheria)     | 0 | ½ | ½ | ½ | 1 | ½ | ½ | 1 | ½ | ½  | ½  | ½  | ½  | 0  | 7      |